# 东锡尼山脉
东锡尼山脉（俄语：Восточный Синий Хребет）是锡霍特山脉的一部分，南北延伸，属滨海边疆区，最高点戈尔杰耶夫斯卡亚山海拔1,033米。向东南是梅德维日山脉，向西与锡尼山脉平行。其中海拔875米的奥布佐尔纳亚山俯看阿尔谢尼耶夫城镇景色和阿爾謝尼耶夫卡河谷。